# Borik

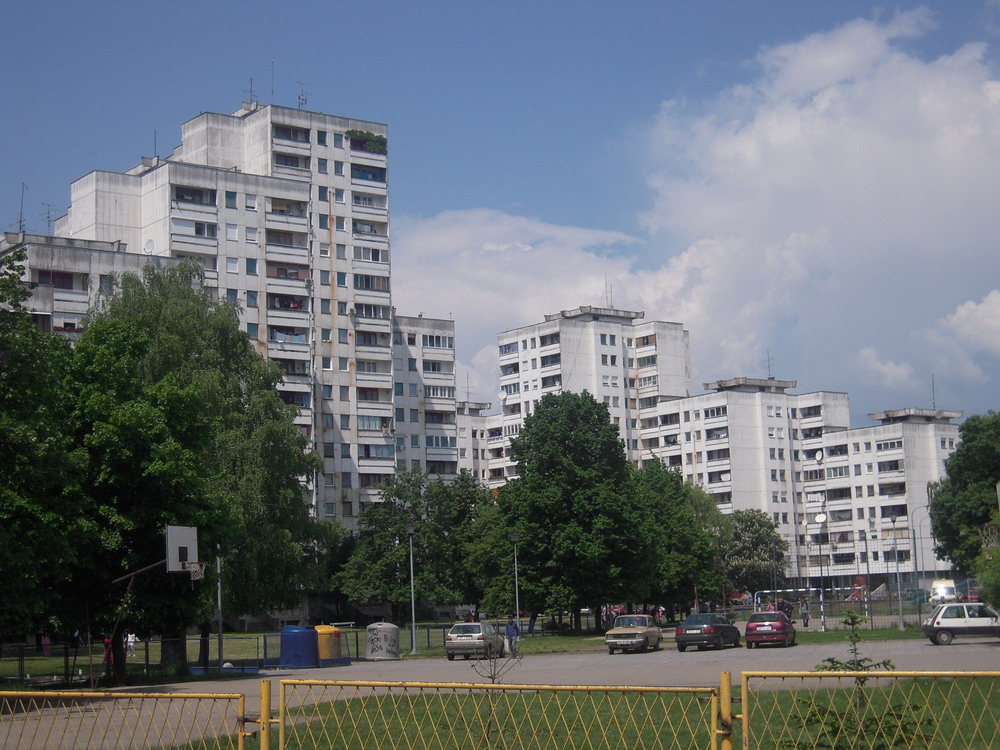
Clădirea "Lamele" aproape de Şcoală musicală "Vlado Milošević", în Borik.

Borik este un cartier din Banja Luka, Bosnia și Herțegovina. Cartierul Borik este situat pe malul stâng al râului Vrbas. La recensământul din 1991 populația era de 11854 de locuitori. Borik este alcătuit din două părții: Borik I și Borik II. Cartierul Noul Borik, care se construiește, este situat pe malul drept al râului Vrbas. Primește nume de pinuri în cartierul.

## Geografie
Boric este situat pe malul stâng râului Vrbas. Boric este în Câmpie Banjalukei, partul Câmpiei Panonica. Se învecinează cu Centru la vest, Ada la est,  la norf Lazarevo, ori Bugeac și la sud cu Starcevița. Râul Vrbas este graniță naturală cu cartierele Starcevița și Ada. Boric este legat cu Ada, cu podul de Incel (Ințel) și cu Starcevița cu poduri: Rebrovațului și studenților.

## Istorie
Boric este s-a inceput cu construiește mai târziu de cutremur la 1969. Soliteri s-a construit pentru ca mult de popor a pierdut casele.

## Educație în cartierul
În cartierul este situat doi școli și universitate. Una școala este aproape de râul Vrbas, și se numește Ș.E. "Vuk Karadžić", și doua este la aproximativ 200 m departe în nord-vest de Ș.E. "Vuk Karadžić" și se numește Ș.E. "Branko Ćopić". În Ș.E. "Vuk Karadžić" este situat și Ș.M. "Vlado Milošević".

## Religie
Religie care este mai mult reprezentat cel mai mult este creștinism (ortodocși cel mai mult). În Boric este situat cimitirul ortodocs "Sveti Pantelija" (Sfântul Pantelia) și una capela.